# Paolo Ferro
Paolo Ferro (Campobasso, 25 gennaio 1959) è un ex calciatore italiano, di ruolo attaccante.

## Carriera
Paolo Ferro, da sempre tifoso del Pescara, è entrato nella squadra con una presenza in Serie B nella stagione 1976-1977.
Nella stagione successiva, la 1977-1978 Ferro viene fatto esordire il 5 marzo 1978 nella partita contro la Lazio; durante quest'ultima lui segnò il gol della vittoria al diciannovesimo minuto.
Ferro infine passerà le annate successive nelle serie minori alternando stagioni prolifiche ad altre in cui segnerà pochi gol.

## Palmarès

### Club

#### Competizioni nazionali
- Serie C2: 1

Anconitana: 1981-1982
- Campionato Interregionale: 1

Celano: 1986-1987